# Place Vauquelin
La place Vauquelin est un espace public de Montréal.

## Situation et accès
Elle est située entre le Champ de Mars et la rue Notre-Dame, à l'ouest de l'hôtel de ville. 

## Origine du nom
Elle porte le nom de l'officier de marine français Jean Vauquelin (1728-1772).

## Historique

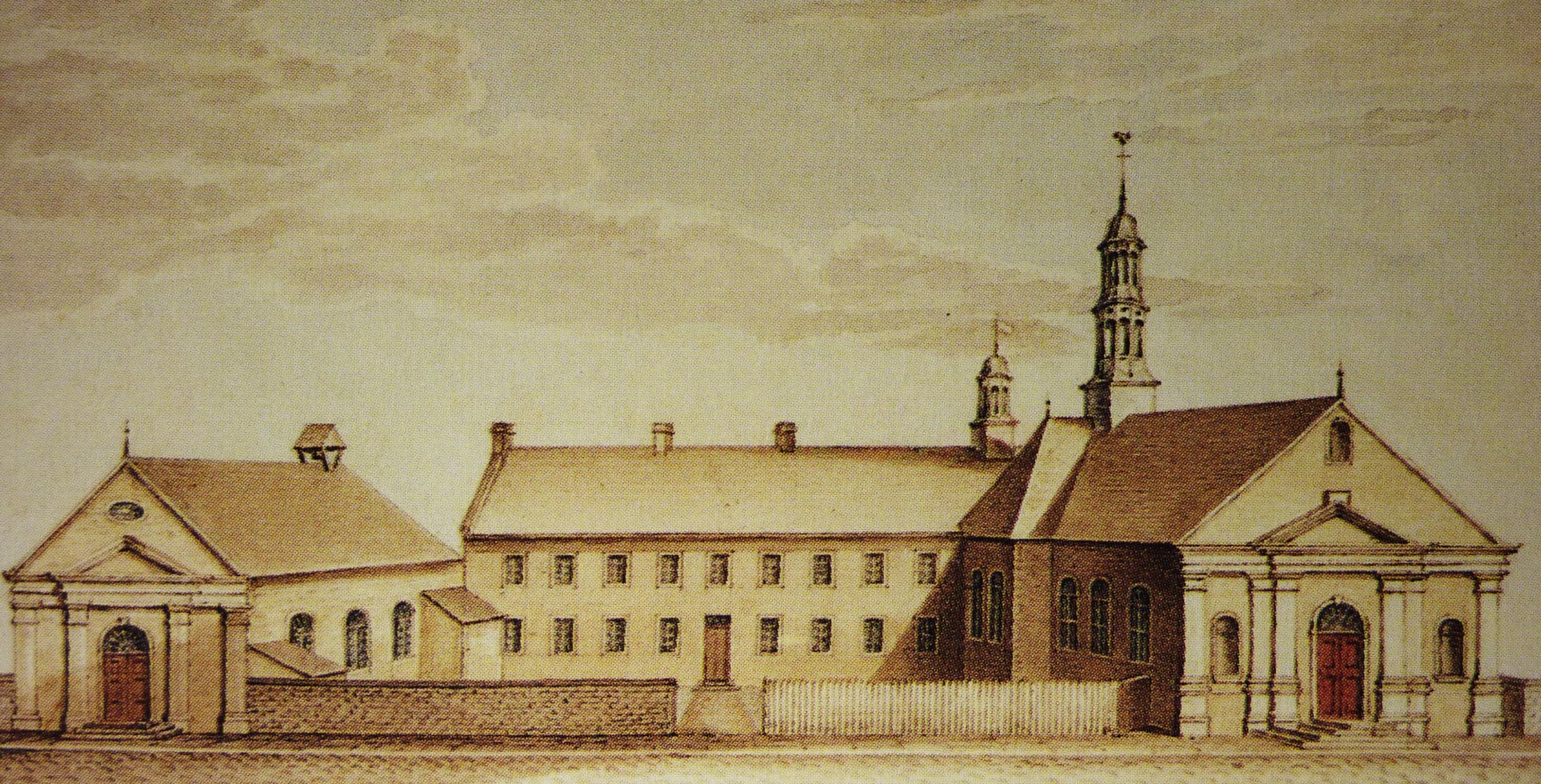
Esquisse de l'ancienne résidence jésuite

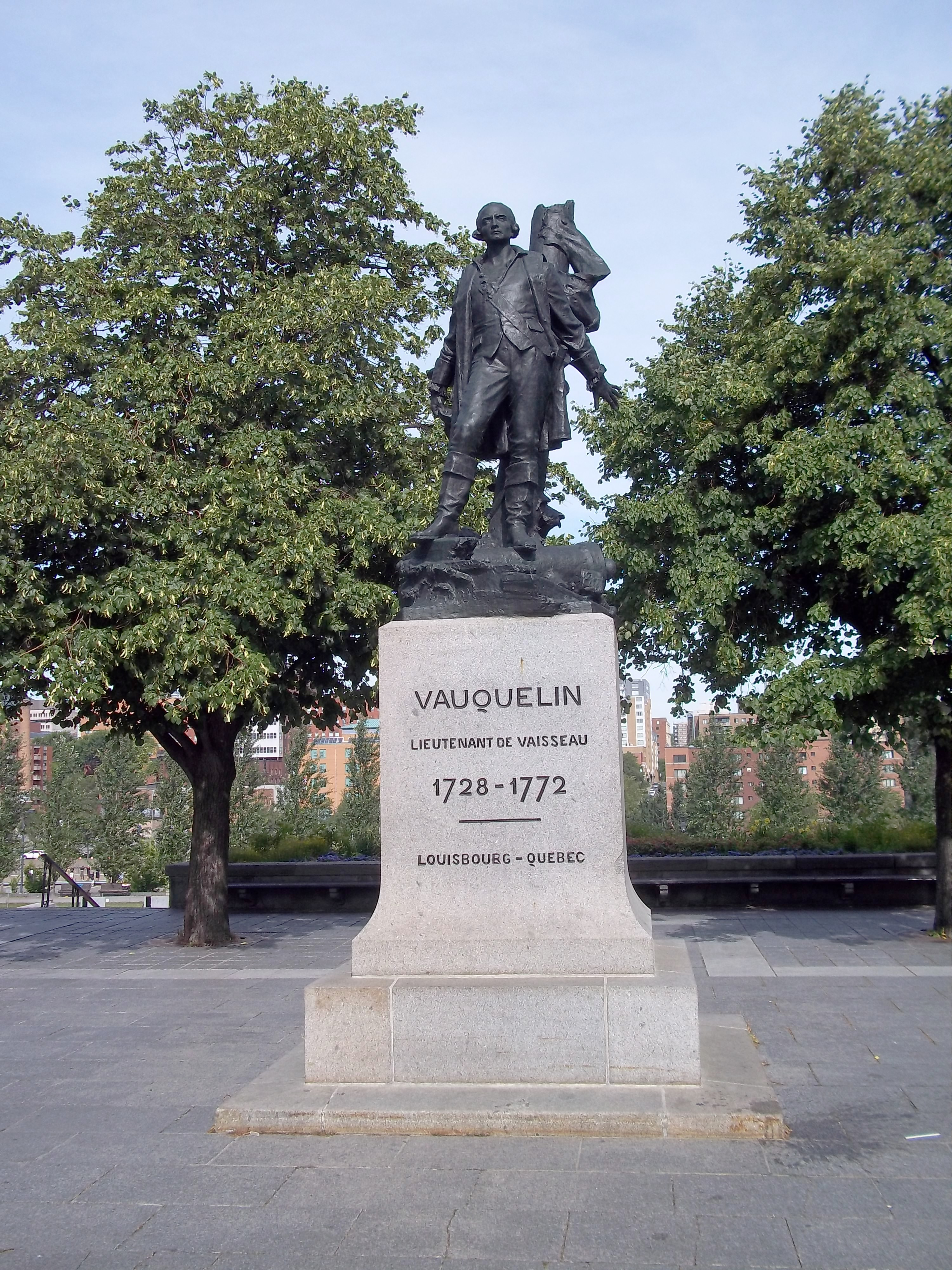
Vauquelin, lieutenant de vaisseau, 1728-1772, Louisbourg - Québec
Œuvre d'Eugène Bénet

Le site actuel de cette Place fut occupé, pendant longtemps, par des institutions religieuses, puis civiles. Les Jésuites y ont établi leur résidence à partir de 1692, et, à la suite de la confiscation de leur propriété après la Conquête, l'immeuble est aménagé en prison vers 1768. En 1803, un incendie a endommagé le bâtiment et, bien qu'on y a fait des réparations temporaires, le gouvernement fait construire une nouvelle prison sur le site de 1808 à 1811. Trop petit face à une population qui croît rapidement, l'immeuble perd sa fonction de prison à la suite de la construction de la nouvelle prison du Pied-du-Courant en 1836. 
En 1846, le gouvernement québécois reprend l'immeuble et le démolit en vue de faire construire l'ancien Palais de justice en 1850.

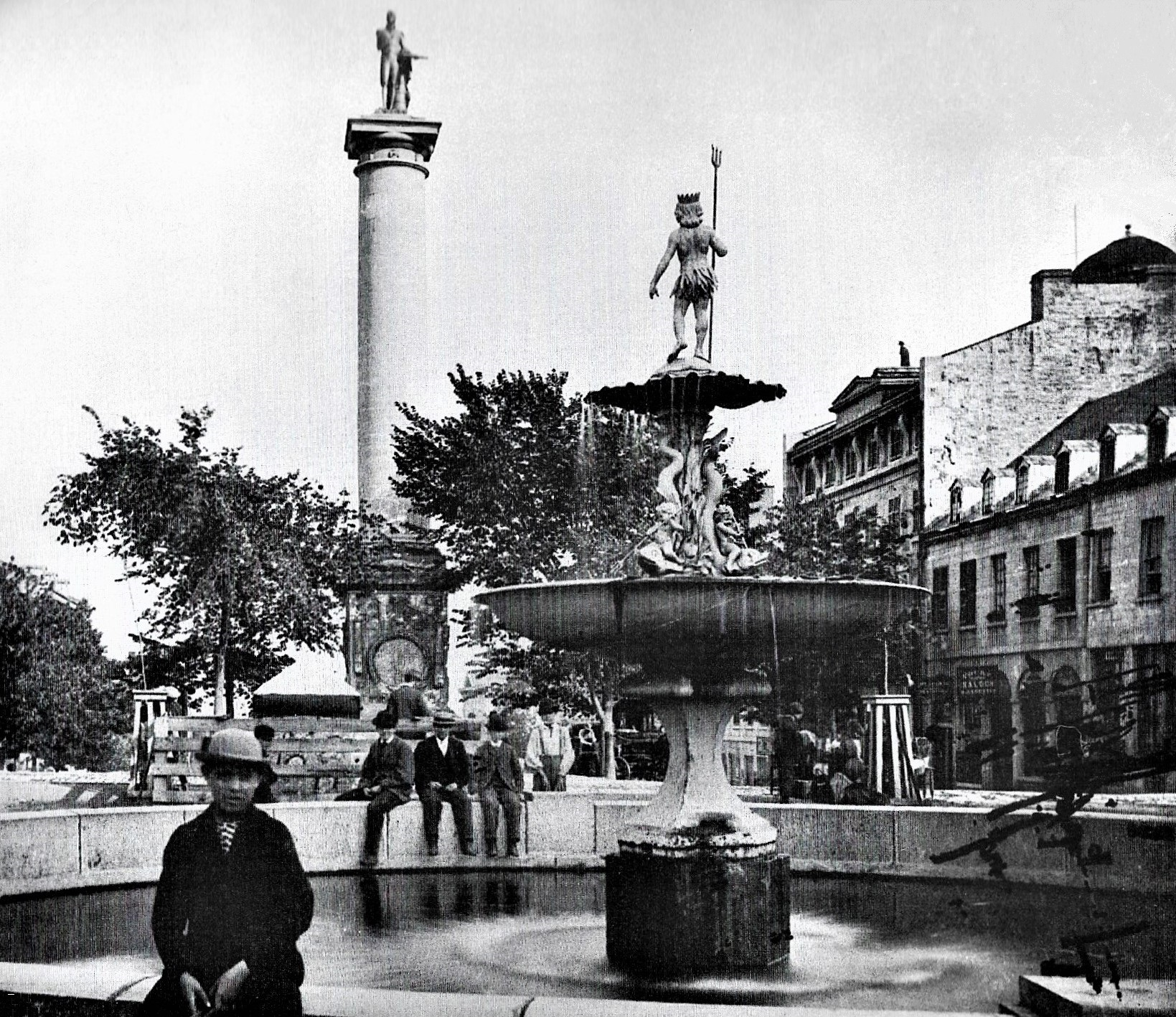
Place Neptune, vers 1867

La démolition de l'ancienne prison libère un espace dont seulement la partie ouest est requise pour le nouveau palais de justice. Dès 1858, le reste de ce terrain (dont les limites latérales sont exactement alignées sur le prolongement des bornes de la place Jacques-Cartier) est aménagé en place publique nommée Place Neptune. Au centre de la nouvelle place, une fontaine à vasques était surmontée par une petite statue du dieu de la mer. À partir de 1895, la place est dotée d'une autre structure tout à fait originale : un kiosque à journaux en forme de bouteille faisant l'annonce d'un cognac!
À partir de 1902, la Ville de Montréal loue le terrain pour la somme d'un dollar par année. 
En 1924, à la suite de la reconstruction de la mairie, la place prend, pendant une courte période, le nom de « place de l'Hôtel-de-Ville », mais six ans plus tard, l'appellation change encore. 
En 1930, à la suite d'une souscription populaire, on érige une statue à la mémoire de Jean Vauquelin (1728-1772), œuvre du sculpteur Paul-Eugène Bénet. Vauquelin, capitaine de navire français, s'est illustré lors de la défense de Louisbourg pendant la guerre de la Conquête. Un mois après le dévoilement du monument, la Ville de Montréal renomme la place en hommage à ce héros.
En 1966, la place est aménagée pour prendre la forme qu'on lui connaît aujourd'hui. Jusque-là, les voitures circulaient de part et d'autre de la place, entre la rue Notre-Dame et le Champ-de-Mars. La statue de Vauquelin est alors déplacée, et prend plus de recul face à la Colonne Nelson (située au nord de la Place Jacques-Cartier). D'autres travaux complémentaires seront réalisés en 1984.
En 2016, la Ville entreprend un réaménagement complet de la place Vauquelin. C’est la firme d'architecture Lemay qui s’occupe de réaménager le parc en temps pour le 375e anniversaire de la Ville de Montréal.

## Bâtiments remarquables et lieux de mémoire
On y trouve une fontaine (multitude de petits jets) et un monument à la mémoire de Jean Vauquelin, lieutenant de vaisseau.